# Scottie Pippen
Scotty Maurice Pippen Sr. (Hamburg (Arkansas), 25 september 1965) is een Amerikaans voormalig basketbalspeler uit de NBA. Hij is vooral herinnerd voor zijn tijd bij de Chicago Bulls.

## College
Pippen werd geboren op 25 september 1965 in Hamburg, Arkansas. Hij was de jongste van de twaalf kinderen van Ethel en Preston Pippen. Hij studeerde aan de Hamburg High School waar hij zowel honkbal, American football als basketbal speelde. Hij had meer bewondering voor de basketbalatleten en dus was hij vastbesloten om basketballer te worden, maar hij was slechts 1,85 m. Op de Hamburg High School speelde hij als point guard en leidde zijn team naar de play-offs en verdiende een all-conference-honor als senior. Hem werd door geen enkele universiteit een beurs aangeboden.
Hij volgde les aan de Universiteit van Central Arkansas. Tijdens zijn schoolcarrière bleef Pippen groeien tot hij 2,03 m was. Pippens vaardigheden en ervaring groeiden als basketbalspeler. Hij speelde meteen mee in zijn eerste basketbalseizoen wegens een spelerstekort, en speelde uiteindelijke alle vijf posities in het team. Met zijn spelgemiddelde van 23,6 punten, 10 rebounds, 4,3 assists en bijna 60 procent field goals verdiende hij de NAIA All-American honor in 1987, de aandacht van NBA-scouts.

## NBA

### Chicago Bulls (1987-98)
Zijn veelzijdigheid en zijn prestatie tijdens de pre-draft-NBA-try-outs volstonden om de aandacht te trekken van enkele NBA-teams zoals de Chicago Bulls. Pippen was de vijfde keuze van de Seatlle SuperSonics op de NBA Draft van 1987. De Bulls onderhandelden met de Seattle SuperSonics om zo Pippen toe te voegen aan hun team. Zijn draftrechten werden door de Seattle SuperSonics geruild tegen center Olden Polynice van Chicago.
Hij maakte zijn debuut in 1987 bij de Chicago Bulls. Gedurende de jaren 90 speelde Pippen samen met Michael Jordan een belangrijke rol bij de 6 NBA-kampioenschappen (1991, 1992, 1993, 1996, 1997, 1998) en hun record seizoen 1995-96 met 72 gewonnen wedstrijden. Na het laatste kampioenschap bij de Bulls werd het team ontmanteld, geïnitieerd met het vertrek van teammaat Michael Jordan en coach Phil Jackson. Pippen werd tegen een aantal spelers van de Houston Rockets geruild en speelde vanaf dat moment samen met een mogelijke kampioensformatie met Charles Barkley en Hakeem Olajuwon. Echter bleef de klik tussen de spelers uit en Pippen verkaste na één seizoen naar de Portland Trail Blazers. Dit team stuitte echter keer op keer op de Los Angeles Lakers van Shaquille O'Neal en Kobe Bryant. Het kampioenschap bleef uit. Na het seizoen 2002-2003 verliet Pippen de Trail Blazers en voegde zich bij een nieuwe generatie Bulls.
Pippen werd beschouwd als een van de beste small-forwards aller tijden. Ook werd hij acht keer uitgeroepen tot NBA All-Defensive First Team en drie keer tot All-NBA First Team. Daarnaast won hij nog verscheidene prijzen en titels, zo werd hij vermeld bij de 50 beste spelers in de NBA-geschiedenis. Met het nationale basketbalteam veroverde Pippen tweemaal goud op de Olympische Spelen; in 1992 te Barcelona, het team dat ook wel 'the dream team' werd genoemd omdat het de beste NBA-spelers van dat moment bezat, en in 1996 te Atlanta.